# 木屋村 (広島県)
木屋村（きやむら）は、広島県甲奴郡にあった村。現在の庄原市の一部にあたる。

## 地理
- 河川：田総川[1]。

## 歴史
- 1889年（明治22年）4月1日、町村制の施行により、甲奴郡木屋村が単独で村制施行し、木屋村が発足[1][2]。稲草村、下領家村、木屋村の町村組合を結成し役場を稲草村に設置[1]。
- 1912年（明治45年）1月1日、甲奴郡稲草村、下領家村と合併し、田総村を新設して廃止された[1][2]。

## 産業
- 農業、紙漉[1]